# Ray Kuka
Raphael Eugene "Ray" Kuka (nacido el 17 de febrero de 1922 en Havre, Montana y fallecido el 27 de marzo de 1990 en la misma ciudad) fue un jugador de baloncesto estadounidense que disputó dos temporadas en la BAA. Con 1,91 metros de estatura, jugaba en la posición de alero.

## Trayectoria deportiva

### Universidad
Jugó durante dos temporadas por los Fighting Irish de la Universidad de Notre Dame, en las que promedió 2,2 puntos por partido. En 1943 fue reclutado para combatir en la Segunda Guerra Mundial, y al regresar terminó sus estudios en la Universidad Estatal de Montana - Bozeman, donde fue incluido en el mejor quinteto de la conferencia.

### Profesional
En 1947 fichó con los New York Knicks, con los que en su primera temporada promedió 5,8 puntos por partido.
Al año siguiente únicamente llegó a disputar ocho partidos, en los que promedió 3,1 puntos y 1,4 asistencias,  regresando posteriormente a Montana para entrenar en un high school.

#### Estadísticas en la BAA

##### Temporada regular
| Temporada | Edad | Equipo          | Liga | P  | TIT | MIN | TC  | TCA | %TC  | 3P | 3PA | %3P | TL  | TLA | %TL  | R.OF. | R.DEF. | REB | ASIS | ROB | TAP | PER | FP  | PTS |
| 1947-48   | 25   | New York Knicks | BAA  | 44 |     |     | 2.0 | 6.2 | .326 |    |     |     | 1.1 | 1.9 | .595 |       |        |     | 0.6  |     |     |     | 2.7 | 5.2 |
| 1948-49   | 26   | New York Knicks | BAA  | 8  |     |     | 1.3 | 4.5 | .278 |    |     |     | 0.6 | 1.1 | .556 |       |        |     | 1.4  |     |     |     | 2.0 | 3.1 |
| Total     |      |                 | BAA  | 52 |     |     | 1.9 | 5.9 | .320 |    |     |     | 1.1 | 1.8 | .591 |       |        |     | 0.7  |     |     |     | 2.6 | 4.9 |

##### Playoffs
| Temporada | Edad | Equipo          | Liga | P | MIN | TCA | TC | 3PA | 3P | TLA | TL | R.OF. | REB | ASIS | ROB | TAP | PER | FP | PTS | %TC  | %3P | %FT   | MIN | PTS | REB | AST |
| 1947-48   | 25   | New York Knicks | BAA  | 3 |     | 3   | 10 |     |    | 2   | 2  |       |     | 0    |     |     |     | 12 | 8   | .300 |     | 1.000 |     | 2.7 |     | 0.0 |
| Total     |      |                 | BAA  | 3 |     | 3   | 10 |     |    | 2   | 2  |       |     | 0    |     |     |     | 12 | 8   | .300 |     | 1.000 |     | 2.7 |     | 0.0 |